# Amalienhütte bei Bad Laasphe
Die Amalienhütte in Bad Laasphe-Niederlaasphe war ein Eisenwerk. Die ehemalige Transformatorstation ist heute ein Industriemuseum. Das Gebäudeensemble wurde am 1. Juli 1991 in die Denkmalliste der Stadt Bad Laasphe eingetragen. Sie war eine der jüngeren Hütten im Wittgensteiner Land, als sie von der Familie Jung 1850 in Betrieb genommen wurde. Jedoch reichte die Eisenverhüttung und -verarbeitung an diesem Standort bis ins frühe 18. Jahrhundert zurück. Es war sehr häufig im Montangewerbe zu beobachten, dass solche Örtlichkeiten über einen längeren Zeitraum aufgrund ihrer natürlichen Vorteile wie Wasserreichtum zum Antrieb der Gebläse und Hämmer sowie Holzreichtum zur Holzkohlengewinnung für die Hütten und Schmieden genutzt wurden.

## Die frühe Nutzung
Graf Henrich Albrecht zu Sayn-Wittgenstein-Hohenstein (1658–1723) erteilte am 6. April 1707 den aus Dillenburg stammenden Gewerken Johann Henrich, Wilhelm Heidersdorf, Antonius Bergmann und Hans-Georg Wittich eine Konzession zum Bau eines Eisenhammers am Weiher von Niederlaasphe. Diese Gewerken verfügten über ausreichende Erfahrungen im Eisenhüttenwesen und besaßen auch das notwendige Kapital zur Errichtung und den Betrieb einer Eisenhütte. Der Landesherr unterstützte mit finanziellen Vergünstigungen den Bau des Eisenhammers. Er forderte nur 20 Reichstaler für den Bezug des notwendigen Bauholzes aus den landesherrschaftlichen Forsten zur Errichtung des Hammers, des Kohlenschuppens und der Wohnhäuser ein. Auch brauchten die Gewerken lediglich einen geringen Wasserzins für den laufenden Betrieb zu entrichten. Der Hammer ging am 1. September 1707 mit zwei Herden in Betrieb und stellte zunächst Stabeisen zur weiteren Verarbeitung her.
Der Eisenhammer wechselte bis zum Erwerb durch die Familie Jung 1847 mehrfach seinen Besitzer. Die letzten Betreiber waren der Apotheker Dörung aus Dillenburg von 1835 bis zu seinem Konkurs 1845 und anschließend Fürst Alexander von Sayn-Wittgenstein, der ihn im selben Jahr in einer Zwangsversteigerung für 4.951 Taler erworben hatte.

## Die Familie Jung und die Amalienhütte
Johann Jakob Jung gab nach der gescheiterten Pachtung der Neuhütte 1845 sein Vorhaben, eine weitere Hütte zu betreiben, nicht auf. Er nutzte seine guten Kontakte aus seiner Zeit als Wittgensteiner Bergwerksdirektors und verhandelte mit der Sayn-Wittgensteiner Fürstenfamilie um den Erwerb des Eisenhammers. J.J. Jung handelte sehr weitsichtig, da die verfügbaren Holzressourcen im Nassauischen zur Holzkohlenherstellung für den Hochofenbetrieb immer weiter abnahmen und einen durchgehenden Hüttenbetrieb stark einschränkten. Das Fürstentum Wittgenstein hingegen verfügte noch über ausreichende Holzvorkommen zur Holzkohlengewinnung.
Nach dem Tod von Johann Jakob Jung im Januar 1847 führte seine Ehefrau Amalie (1782–1850), eine Tochter des nassauischen Prokurators Carl Christian Becker (1742–1802), als alleinige Erbin der Firma J.J. Jung mit der Unterstützung ihrer Söhne und Schwiegersöhne die Verhandlungen zum Erwerb des Eisenhammers fort. Ihr Schwiegersohn August Herwig (1798–1859), der mit ihrer ältesten Tochter Louise (1806–1877) verheiratet war, konnte die Verhandlungen erfolgreich abschließen. Der Kaufvertrag kam am 1. Oktober 1847 zustande. Das Fürstenhaus verkaufte der Frau verwittweten Hütteninspektor Jung den Niederlaaspher Hammer zum Betrag von 4.695 Talern. Der Vertrag umfasste Haus, Hammer und Hofraum und alle daraufstehende Gebäude, insbesondere Wohnhaus, Eisenkammer, den Hammer selbst, Kohlenschoppen mit angebautem Holzschoppen, Scheune mit anstoßendem Schweinestall und Backhaus. Zudem sah der Vertrag vor, dass auf dem Gelände ein Hüttenwerk errichtet werden musste und dieses kontinuierlich in Betrieb gehalten wurde.
Der Bau des Hochofenwerkes verzögerte sich jedoch, da der Freiherr Karl Franz Adolf von Wittengestein (1809–1866) als Betreiber der Friedrichshütte Wettbewerbsnachteile befürchtete und beim zuständigen Oberbergamt in Bonn Einspruch erhob. Nachdem dieser abgelehnt worden war, wurde am 30. Dezember 1848 die Baugenehmigung für das Hüttenwerk erteilt. Die Familie Jung errichtete im darauffolgenden Jahr den Hochofen und erneuerte das Hammerwerk. Der erste Abstich erfolgte am 16. Februar 1850 in Anwesenheit von Amalie Jung und das Hochofenwerk erhielt ihr zu Ehren den Namen „Amalienhütte“.
Die Amalienhütte beschäftigte wie die Eibelshäuser Hütte 20 Arbeiter. Das Eisenerz kam aus dem Schelder Wald, wo die Familie Jung zahlreiche Gruben besaß. Die Amalienhütte produzierte 1851 bereits 26.000 Zentner Roheisen im Wert von 39.000 Talern. Der angeschlossene Stabhammer erzeugte 383 Zentner Stabeisen mit einem Verkaufswert von 1.595 Talern. Die Hütte bestand 1866 neben dem Hochofen aus einer Schlosserei und einer Formerei zur Herstellung der Gussformen. Die Zahl der Beschäftigten stieg kontinuierlich an und lag 1875 bei 111 Arbeitern und 1897 bei 269 Arbeitern sowie 10 Angestellten.
Die Amalienhütte firmierte zusammen mit der Eibelshäuser Hütte als Unternehmen J.J. Jung. Eine Werbeanzeige des Unternehmens im Handbuch der Leistungsfähigkeit der gesamten Industrie Deutschlands, Österreichs, Elsass-Lothringens und der Schweiz von 1873 liefert folgende Angabe zur Produktion und zu den hergestellten Produkten:
Hochofenbetrieb, Fabrik von Eisengusswaaren, Hammerwerksbetrieb, Maschinen=Fabrik liefern:
1. Roheisen aus besten nassauischen Erzen und rein bei Holzkohlen erblasen.
2. Oefen, Heerde, Maschinentheile, Gartenmöbel und verschiedene Gusswaaren – elegante Form und dünner Guss bei ausgezeichneter Haltbarkeit, direkt aus dem Hochofen gegossen.
Die Familie Jung gliederte 1883 die Amalienhütte in den neugegründeten Hessen-Nassauischen Hüttenverein (HNHV) ein. Sie nahm 1883 die ersten Kupolöfen zur Erzeugung des Gießroheisens in Betrieb. Entscheidend für die weitere Entwicklung der Hütte war die Eröffnung der Bahnlinie von Cölbe bei Marburg nach Laasphe im Jahre 1883. Die Amalienhütte erhielt endlich den von der Familie Jung geforderten Bahnanschluss und war dadurch mit der wichtigen Eisenbahnstrecke der Main-Weser-Bahn verbunden. Im Jahre 1889 ging auch der Streckenabschnitt bis Kreuztal in Betrieb, womit es endlich eine direkte Verbindung zum Ruhrgebiet gab, um von dort den für die Beheizung der Kupolöfen notwendigen Koks preisgünstig über den Schienenweg zu beziehen.
Die Amalienhütte legte als eine der letzten Hütten in der Lahn-Dill-Region Ende der 1880er Jahre ihren Holzkohlenhochofen still und wandelte sich zu einem reinen Gießereibetrieb mit zwei Kupolöfen, die täglich 13 Tonnen Gusseisen für den Maschinen-, Ofen- und Herdbau erzeugten, um. Sie musste nun wie die anderen Hütten des HNHV‘s ihr Gießroheisen von auswärtigen Anbietern beziehen und war somit stark von den konjunkturellen Schwankungen des Roheisenmarktes abhängig. Erst mit der Inbetriebnahme des Hochofenwerkes Oberscheld durch den HNHV 1905 konnte sie wieder auf eine konzerneigene Roheisenerzeugung zurückgreifen.

## Der Übergang der Amalienhütte auf den Buderus-Konzern

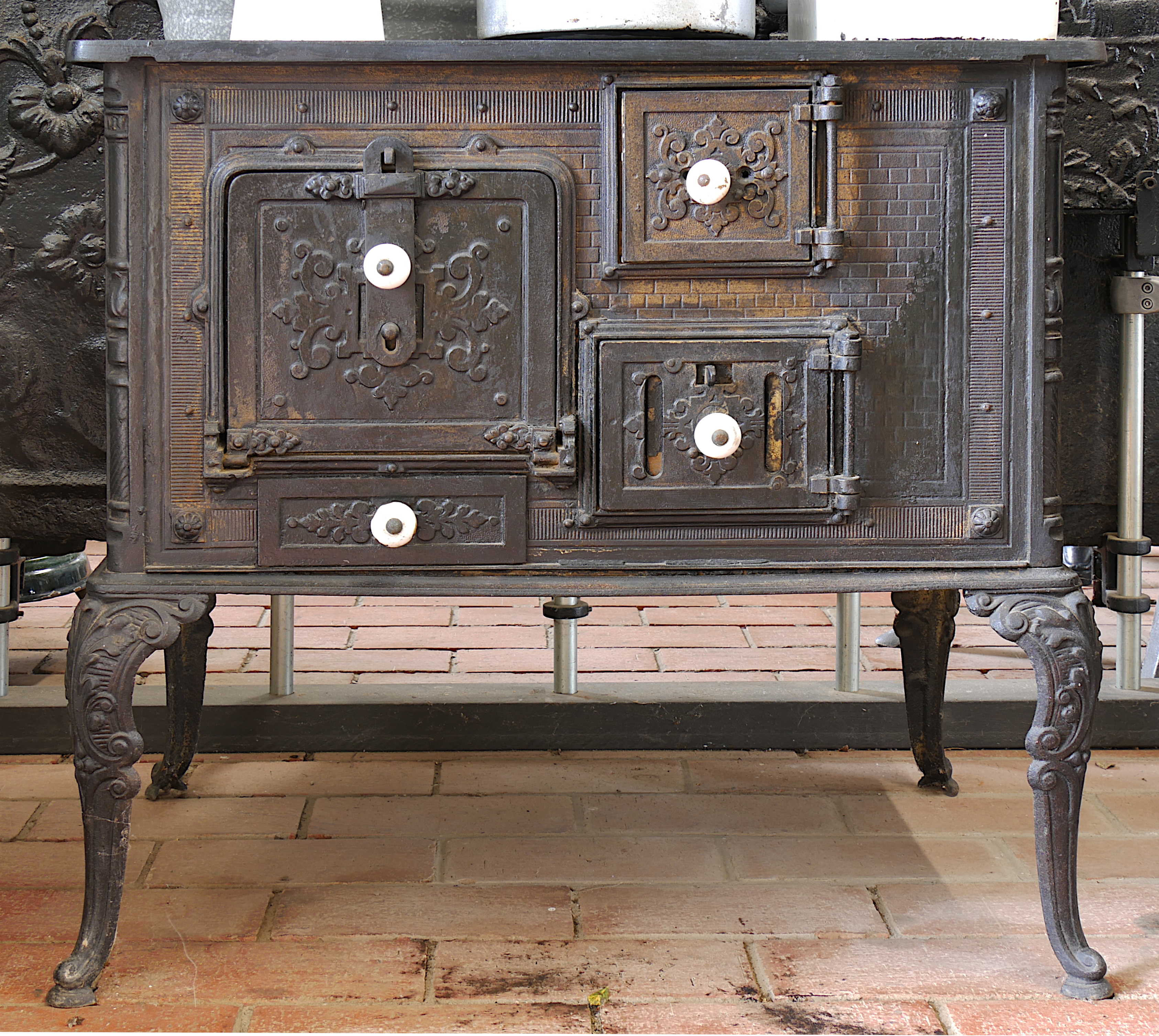
Küchenherd aus der Produktion der Amalienhütte, heute im Freilichtmuseum Roscheider Hof

Die Amalienhütte blieb bis zum Übergang auf den Buderus-Konzern 1932 ein bedeutender Standort innerhalb des Hessen-Nassauischen Hüttenvereins. Der HNHV investierte in den 1920er Jahren in die Modernisierung aller seiner Standorte, geriet aber in der Weltwirtschaftskrise in erhebliche finanzielle Schwierigkeiten. Er musste infolge seiner Überschuldung 1932 mit den Buderus’schen Eisenwerken eine Interessengemeinschaft eingehen und wurde schließlich 1935 vollständig mit der Amalienhütte von Buderus übernommen.
Buderus erweiterte die Produktion auf der Amalienhütte, die 1938 täglich 40 Öfen und 20 Herde produzierte. Daneben erzeugte sie Wirtschaftsguss wie Rahmen, Vorstellplatten, Gesimse für Kachelöfen, Maschinenteile oder Ständer. Die Produkte wurden hauptsächlich in die Niederlande und die Schweiz geliefert. Während des Zweiten Weltkrieges wurde die Amalienhütte zunehmend in die Produktion von Rüstungsgütern eingebunden.
Die Amalienhütte konnte in den 1950er Jahren während des Wiederaufbaus ihre Herd- und Ofenproduktion wieder stark ausbauen, aber bereits 1958 wurde mit der zunehmenden Bedeutung von Zentralheizungen sowie Öl- und Gasöfen die traditionelle Ofenproduktion eingestellt. Buderus verlagerte und konzentrierte die Produktion sukzessiv auf andere kostengünstigere Standorte innerhalb des Konzerns und die Amalienhütte geriet immer stärker unter Kostendruck. Der letzte Kupolofen wurde 1968 stillgelegt. Die Amalienhütte übernahm nur noch Auftragsarbeiten von den anderen Standorten. Allerdings wurde ihr Betrieb immer unrentabler und schließlich wurde sie in Folge eines konzerninternen Umstrukturierungsprozesses 1975 stillgelegt.

## Der heutige Standort der Amalienhütte
Heute existieren nur noch wenige Gebäude der ehemaligen Amalienhütte. So stehen noch die Werkswohnung des Hüttendirektors, ein Produktionsgebäude, eine Transformatorenstation sowie das Wiegehäuschen vor der Werkszufahrt. Des Weiteren sind noch Teile des Gleisanschlusses sowie der ehemalige Hüttenbahnhof vorhanden.
Die Transformatorenstation von 1924 ist ein Nachfolgebau aus dem Jahre 1923 und war zunächst Teil der Ringleitung der von der Familie Jung betriebenen Hessen-Nassauischen Überlandzentrale. Sie versorgte die Amalienhütte mit elektrischer Energie. Später war diese Station Endpunkt dreier Verbundnetze, und zwar von der Nassauischen Energiegesellschaft m.b.H. in Oberscheld, vom Zweckverband Überlandwerk Ederstalsperre und vom Elektrizitätsverband Büren-Brilon-Wittgenstein, die die Hütte gemeinsam mit Strom versorgten. Das Transformatorenhaus beheimatet heute ein technisches Hüttenmuseum. Es ist das einzige Museum auf einem Gelände der ehemals zahlreichen Hütten in der Lahn-Dill-Region und erinnert an die bedeutenden Zeiten der dortigen Eisengewinnung und -verarbeitung.

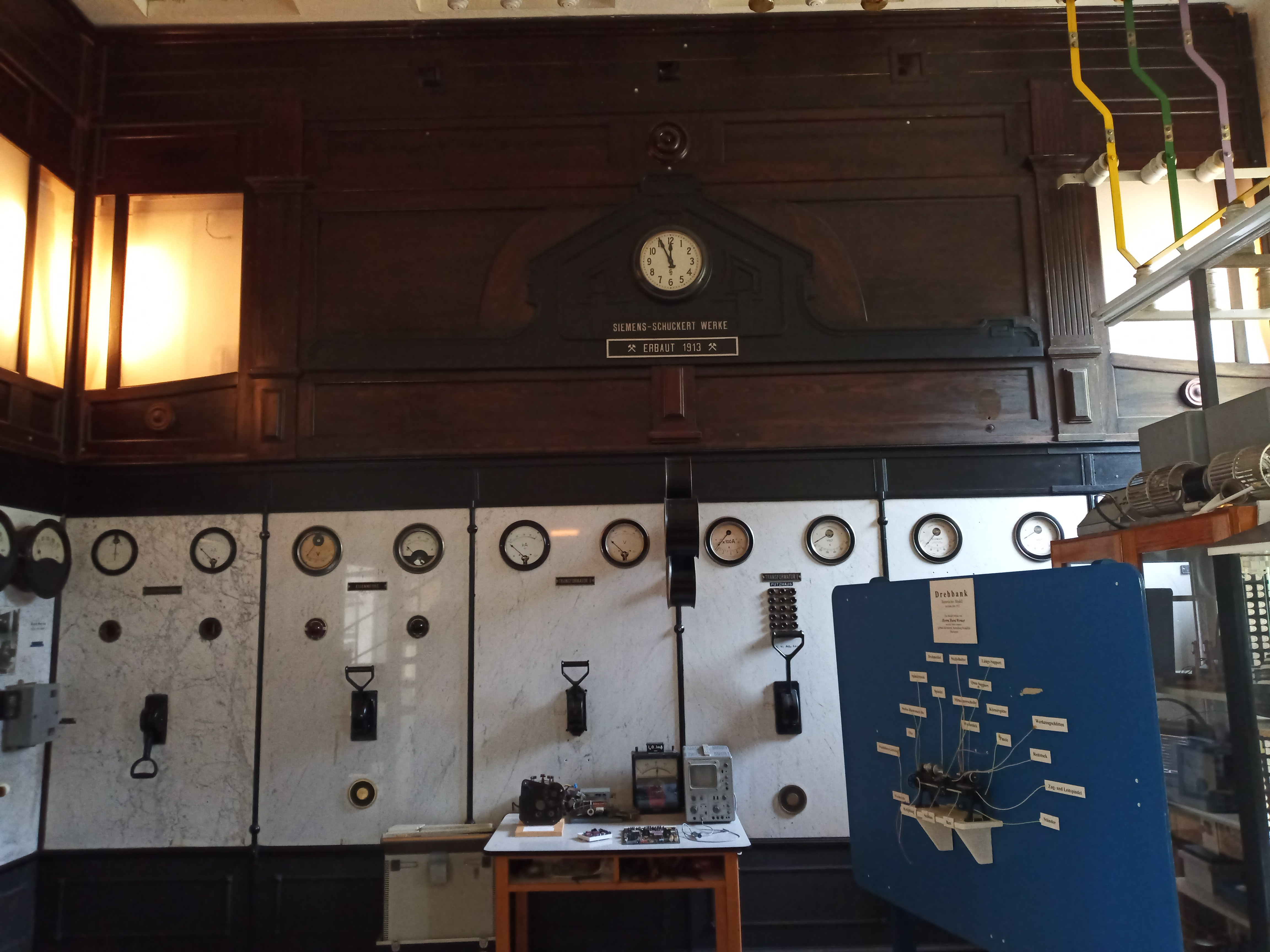
Blick in die Ausstellung im Industriemuseum Amalienhütte

Die Ausstellung im ehemaligen Transformatorenhaus zeigt anhand zahlreicher Originalexponate einen historischen Überblick zur Kultur- und Technikgeschichte der Stromerzeugung und -versorgung in der Lahn-Dill-Region. In den beiden Stockwerken werden zahlreiche zeitgenössische Schaltergeräte, Verteileranlagen sowie Schutz- und Messeinrichtungen präsentiert. Im Untergeschoss befinden sich an drei Wänden 15 Marmortafeln mit Bedienungselementen und Messgeräten einer Niederspannungsverteilung von 1913, die ursprünglich aus einer Anlage der ehemaligen Buderus‘schen Eisenwerke in Hirzenhain stammte und vor dem Abriss gerettet werden konnte.
Neben der Transformatorenstation liegt ein kleiner Mühlenteich, dessen Wasser als Antriebsenergie für zahlreiche Wasserräder und Turbinen dient. Dieses Ausstellungsensembel soll mit auf die Geschichte der Amalienhütte verweisen, die aus einem wasserradangetriebenen Hammerwerk hervorging und deren Stromerzeugung noch bis 1965 zum Teil mittels Wasserturbinen erfolgte.